# تقسیمات اداری چین
به دلیل جمعیت و گستردگی زیاد چین، تقسیمات اداری (انگلیسی: Administrative divisions of China) این کشور از گذشته پیچیده و دارای سطوح مختلف بوده‌است. طبق قانون اساسی چین، سه سطح تقسیمات اداری به صورت دوژور وجود دارد، اما چین به صورت دفاکتو پنج سطح تقسیمات اداری دارد.